# Sommarkåken
Sommarkåken visades i SVT som sommarlovsprogram under perioden 14 juni-6 augusti 2004.  och programmen som visades var bland andra Pojken med guldbyxorna, Seaside Hotel och Sökandet efter Skattkammarön. Vad som också hände var att på fredagarna var det tävling för de två deltagarna i programmet och tittartävlingar för tittarna under de övriga vardagarna. I programmet förekom även en tjej från framtiden som hette Futuria. Hon kom från år 2044, alltså 40 år framåt från 2004. Hon ställde till med katastrofer.
Programmet sändes från samma hus som Badeboda Bo sändes från året före.

## Medverkande
- Pontus Ströbaek
- Rayam Jazari
- Caroline Rendahl
- Albin Holmberg
- Alf Pilnäs

## Programledare
- Henrik Olsson
- Anna Rydgren
- Fredrik Berling
- Josefine Sundström
- Henrik Ståhl

### Fotnoter
1. ↑  ”Svensk mediedatabas”. http://smdb.kb.se/catalog/search?q=Sommark%C3%A5ken+typ%3Atv&sort=OLDEST. Läst 1 april 2011.